# Гол
Вижте пояснителната страница за други значения на Гол.
Гол (от английската дума goal, „цел“) е спортен термин за ситуация, при която резултатът от играта се променя в полза на единия от отборите. Голове се бележат в различни спортове: футбол, хандбал, хокей на лед и други, но най-често терминът се среща във футболен контекст.
Във футбола гол е налице, когато топката напълно премине с целия си обем пространството, определено от рамките на вратата – две вертикални и една хоризонтална греда. Мрежата на футболната врата не е задължителна, но е необходима, за да задържи топката и да удостовери легитимността на ситуацията. Поради особеното значение на головете за играта, постът вратар в схемата на футболния отбор е задължителен. Вратарите са и единствените от футболисти, които имат право да използват ръцете си, за да спасяват вратата от голове.
По-конкретни ситуации, които често водят до гол, са дузпата, прекият свободен удар, непрекият свободен удар и корнерът. При констатирана от страничния съдия засада на играч от нападащия отбор, голът се отменя. Възможно е да се случи автогол, когато ударът на играч от нападащия отбор се отрази в тялото на защитник на другия отбор.
Когато се прави статистика на мача, се отчитат минутата (която е започнала да тече) и името на футболиста, вкарал гола (автогола). Статистики се поддържат и за така наречените „удари към вратата“, които не завършват с гол, но също дават представа за качествата на двата отбора и срещата между тях. В различни футболни първенства се отличават най-красивият гол на кръга и най-резултатните голмайстори на първенството. Поради екипния характер на футболната игра обаче спортните журналисти често отдават заслуженото и на играчите, подали топката на голмайсторите – ситуация, която във футболния жаргон се нарича „голова асистенция“.